# Prise de Pontorson (1799)
Chouannerie
Batailles
La prise de Pontorson se déroule le 18 septembre 1799 pendant la Chouannerie.

## Déroulement
Le 18 septembre 1799,,, à trois heures du matin, une troupe de 140, à 250 chouans commandés par Joseph Picot de Limoëlan, commandant de la division de Fougères, entre dans la ville de Pontorson,,. La garnison, composée de la gendarmerie, de la garde nationale et des hommes de la colonne mobile, n'oppose aucune résistance,,. 
Un seul des habitants, Hédou, pharmacien et agent municipal, tente de résister,. Il devait mener le jour même les conscrits de Pontorson à Saint-Lô,. Alors que les chouans se portent à sa pharmacie, il les accueille de deux coups de fusil, qui leur tue un homme et en blesse un autre,. Il franchit ensuite une porte dérobée et parvient à s'enfuir à travers champs,. En représailles, les chouans saccagent et pillent sa demeure,.
Craignant que les coups de fusil n'avertissent les cantonnements voisins, les chouans se retirent en emmenant avec eux les jeunes conscrits,. Les gendarmes, gardes nationaux et hommes de la colonne mobile sont quant à eux désarmés, puis laissés libres,,. À 6 heures, après avoir saisi 112 fusils, les chouans quittent la ville et se retirent du côté d'Antrain sans être inquiétés.